# Minuta (archiwistyka)
Minuta (ang. copy fair, fr. minute) – koncept pisma, który został zatwierdzony poprzez podpis przez szefa instytucji (lub komórki organizacyjnej instytucji) wraz z naniesionymi przez niego poprawkami. Z minuty sporządzany jest czystopis. 